# Arnold Mathew

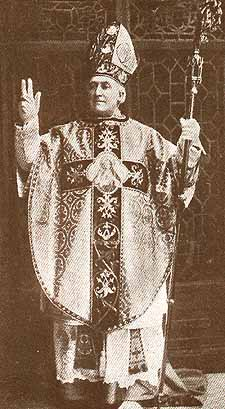
Arnold Harris Mathew

Arnold Harris Mathew, auch Arnold Harris Mathews oder Arnold Harris Matthew (* 6. August 1852 in Montpellier; † 20. Dezember 1919 in South Mymms, Hertfordshire) war ein englischer Priester, zuerst der römisch-katholischen Kirche, dann des Unitarismus, sowie Erzbischof einer alt-katholischen Kirche in Großbritannien, deren Verbindung mit der Kirche der Utrechter Union aus verschiedenen Gründen abbrach.

## Leben und Wirken

### Kindheit, Ehe und verschiedene Namen
Mathew wurde am 6. August 1852 in Montpellier als Sohn konfessionsverschiedener irischer Eltern geboren. Er wuchs in Cheltenham, Bonn und Stuttgart auf. Im Oktober 1890 nahm er den Namen Arnoldo Girolamo Povoleri an, da seine Großmutter angeblich eine Countess Elizabeth Francesca Povoleri gewesen sei. Nach 1892 nannte er sich Reverend Count Povoleri di Vicenza, weil seine Urgroßmutter eine Contessa Piovene di Vicenza gewesen sein sollte. Kurz darauf nahm er auch den Titel Earl Landaff für sich in Anspruch, da sein Vater ein Henry, 3. Earl Landaff gewesen sein sollte. Mathew war seit 1892 verheiratet; seine Frau, die Kanadierin Margaret Duncan, verließ ihn jedoch um 1916. Aus der Ehe gingen mehrere Kinder hervor, wie viele ist unklar.

### Priester
Er studierte zuerst auf das Priesteramt bei der Scottish Episcopal Church hin, wechselte jedoch 1875 zur römisch-katholischen Kirche, in der er am 24. Juni 1877 in Glasgow die Priesterweihe empfing. Nach Ablegung eines Gelübdes schloss er sich 1879 den Dominikanern an, verließ den Orden jedoch 1880 und arbeitete wieder als Diözesanpriester. Mehrmals wechselte er die Pfarreien, bis er im Juli 1889 vom Priesteramt bei der römisch-katholischen Kirche suspendiert wurde und aus dem Kirchendienst ausschied. Danach konvertierte er im selben Jahr zum Unitarismus, wo er wieder den Pfarrerberuf ausübte. 1890 oder 1891 verließ er die unitarische Kirche und schloss sich der Church of England an, in der er in London als Hilfspfarrer beschäftigt wurde. Nachdem er 1899 auch die anglikanische Kirche verlassen hatte, suchte er 1903 wieder Anschluss an Rom, die Dispens wurde ihm jedoch verweigert.
Etwa um 1906/07 kam er mit dem Ex-Priester Richard O’Halloran in Kontakt. Dieser versicherte ihm, dass es in Großbritannien eine ganze Reihe von unzufriedenen Katholiken gebe und diese für die Gründung einer alt-katholischen Kirche samt Bischof votieren würden. Daraufhin schrieb Mathew an Gerardus Gul; dieser war in seiner Eigenschaft als Erzbischof von Utrecht auch leitender Bischof der Alt-Katholischen Kirche der Niederlande. Diese verfolgte seit etwa der Jahrhundertwende (19./20. Jahrhundert) eine expansivere Politik und suchte auch in England, wo sie bis dahin noch nicht vertreten war, Fuß zu fassen. O’Halloran hatte in der Zwischenzeit eine vermeintlich von etwa 250 englischen Priestern und Laien unterzeichnete Wahlurkunde erstellt, laut der Mathew zum Bischof gewählt worden sei. Dieses Dokument gab schließlich den Ausschlag für die Entscheidung, Mathew zum Bischof zu weihen. Nachdem er zur Alt-Katholischen Kirche konvertiert war, weihte ihn der Erzbischof von Utrecht, Gerardus Gul, unter Assistenz der Bischöfe Jacobus Johannes van Thiel, Nicolaus Bartholomeus Petrus Spit und Josef Demmel am 28. April 1908 in Utrecht zum Bischof der Alt-Katholischen Kirche für Großbritannien und Irland.

### Bischof
Als Mathew Ende April 1908 als neugeweihter Bischof zurück nach England kam, zeigte sich nach kurzer Zeit, dass die Versicherungen O’Hallorans über das Interesse zahlreicher Menschen an der Alt-Katholischen Kirche nicht den Tatsachen entsprachen; tatsächlich interessierte sich kaum jemand dafür. Dazu stellte sich noch heraus, dass die von O’Halloran erstellte Wahlurkunde mit den 250 Unterschriften gefälscht war. Mathew berichtete diesen Sachverhalt nach Utrecht, woraufhin er von dort am 3. Juni 1908 öffentlich von persönlicher Schuld an dem Vorfall freigesprochen wurde. In Folge fungierte er als Missionsbischof für Großbritannien. Später gab es unterschiedliche Auffassungen über Mathews Rolle in dieser Angelegenheit: Die einen sahen ihn als gutgläubiges Opfer falscher Freunde, andere als Mittäter, für wieder andere hatte er vorsätzlich falsche Aussagen vorgelegt und sich dadurch die Bischofswürde erschlichen – seine Rolle, Opfer oder Täter, ist bis heute umstritten. In den zwei Jahren, die auf seine Bischofsweihe folgten, blieb er in Gemeinschaft mit den alt-katholischen Kirchen auf dem Festland, so war er im Oktober 1909 Mitkonsekrator bei Bischofsweihe von Jan Maria Michał Kowalski.
Am 29. Dezember 1910 veröffentlichte er einen Hirtenbrief, in dem er jegliche Unterordnung unter Utrecht oder Rom abstritt und sich und seine englische Alt-Katholische Kirche als völlig selbständig und unabhängig bezeichnete. Darauf folgte am 6. Januar 1911 sein Austritt aus der Utrechter Union der Altkatholischen Kirchen. Gleichzeitig nannte er seine nun autonome Alt-Katholische Kirche die Western Orthodox Catholic Church in Great Britain and Ireland (WOCC) und ließ sich von seinen Bischöfen am 25. Januar 1911 zum Englisch-Katholischen Erzbischof von London ernennen. Überaus rege war er bei der Konsekration von Priestern und Bischöfen, die er in großer Zahl, wenn auch oft recht wahllos, ernannte, darunter eine größere Anzahl an Theosophen. Um diese Zeit konsekrierte er Herbert Ignatius Beale und Arthur William Howarth zu Priestern; diese waren vorher von Robert Brindle, dem römisch-katholischen Bischof von Nottingham, wegen angeblicher Unterschlagung exkommuniziert worden. Über diese Handlung sandte Mathew an Papst Pius X. eine Mitteilung und ersuchte um Bestätigung. Als Ergebnis kam jedoch das vom 11. Februar 1911 datierte päpstliche Motu proprio Gravi iamdiu scandalo zurück, in welcher Mathew vom Papst wegen seiner „Arroganz“, sich selbst zum Erzbischof zu ernennen, exkommuniziert wurde. Dabei bezeichnete Pius X. Mathew als einen „Pseudo-Bischof“ und sprach die Exkommunikation vitandus (excommunicatus vitandus) aus, was bedeutete, dass niemand mit ihm in Kontakt treten sollte. Auch dehnte der Papst die Exkommunikation auf alle von Mathew konsekrierten Priester und Bischöfe aus.
Am 5. August (24. Juni ?) 1911 gelang Mathew eine Anerkennung seiner WOCC durch den rum-orthodoxen Erzbischof von Beirut und dem Libanon Gerasimos Messarra. Doch diese Verbindung hatte nicht lange Bestand.
Obwohl es Mathew seit mehreren Jahren bekannt war, dass die Mehrheit seiner Priester und Bischöfe Mitglieder der Theosophischen Gesellschaft Adyar (Adyar-TG) waren, befand er um 1915 dies als nicht mit den Glaubenssätzen der WOCC vereinbar. Am 6. Oktober 1915 stellte er in einem Hirtenbrief seinen Kirchenmitgliedern das Ultimatum: entweder Austritt aus der Adyar-TG oder Ausschluss aus der WOCC. Sein Aufruf war jedoch praktisch wirkungslos; denn einerseits traten nur zwei unbedeutende Personen aus der Adyar-TG aus, und andererseits hätte ein Ausschluss aller mit der Adyar-TG verbundenen Mitglieder seine ohnehin kleine Gemeinde regelrecht ausradiert. Ob der Ausweglosigkeit dieser Situation, dass nämlich seine Kirche nicht von seinen Überzeugungen beherrscht wurde, sondern quasi von den Lehren der Theosophie zumindest mitregiert war, resignierte Mathew und erklärte die WOCC für aufgelöst. Doch nur wenige Monate später, etwa im Februar/März 1916, begründete er wiederum seine alt-katholische Kirche unter dem neuen Namen Western Uniate Catholic Church, weiterhin mit einer Reihe von Theosophen als Mitgliedern. Einige Theosophen scharten sich jedoch um den bereits am 6. August 1915 aus der WOCC ausgeschlossenen Frederick Samuel Willoughby. Dieser konsekrierte am 13. Februar 1916 James Ingall Wedgwood zum Bischof; davon ging die Gründung der Liberalkatholischen Kirche aus.
Nachdem Mathew die WOCC für aufgelöst erklärt hatte, bot er mit einem vom 31. Dezember 1915 datierten Schreiben Papst Benedikt XV. seine Unterwerfung an und ersuchte um Wiederaufnahme in die Römisch-Katholische Kirche. Noch vor einer Reaktion des Papstes widerrief er aber im Februar/März 1916 sein Angebot an Rom und begründete seine alt-katholische Kirche neu. Im April 1916 ernannte er Bernard Mary Williams zu seinem Koadjutor; ab diesem Zeitpunkt zog er sich mehr und mehr von seinem Bischofsamt zurück; vermutlich am 25. Mai 1917 trat Williams offiziell die Nachfolge Mathews als leitender Bischof der Alt-Katholischen Kirche in England an. Um 1916/17 suchte Mathew Anschluss an die Church of England; Randall Thomas Davidson, der Erzbischof von Canterbury, war jedoch wegen der kirchlichen Vergangenheit Mathews skeptisch und lehnte das Ersuchen ab.

### Rückzug und Tod
Nach seinem Rückzug ins Privatleben, ab dem 25. Mai 1917, lebte Mathew auf dem Land; nur als Laie half er manchmal in einer anglikanischen Kirche aus. Nach seinem Tod im 67. Lebensjahr wurde er am 21. Dezember 1919 nach anglikanischem Ritus als Laie beigesetzt, seitens der Alt-Katholischen Kirche nahm zunächst niemand davon Notiz. Seine schriftlichen Unterlagen und Papiere verschwanden nach seinem Tod und sind nicht wieder aufgetaucht.

## Streit um die Apostolische Sukzession
Bald nach Mathews Tod wurde 1920 von der Utrechter Union der Altkatholischen Kirchen die Bischofsweihe Mathews für ungültig erklärt, weil er nicht von einer Kirche zum Bischof gewählt worden sei und seinerseits Bischöfe ohne Bindung an eine bestehende Gemeinde ordiniert habe, wodurch er dem Ruf der alt-katholischen Kirchen geschadet habe.
Mathew sah sich kraft seiner Bischofsweihe durch alt-katholische Bischöfe in Apostolischer Sukzession stehend und wirkend. Zahlreiche Bischöfe unterschiedlicher Kirchen führten und führen wiederum ihre Apostolische Sukzession auf ihn zurück. Wie bereits erwähnt, wurde seitens der Utrechter Union Mathews Bischofsweihe jedoch für ungültig erklärt. Ob eine solche Ungültigkeitserklärung einer Bischofsweihe überhaupt möglich ist, bleibt umstritten. Die einen stehen auf dem Standpunkt, dass damit Mathew und alle von ihm konsekrierten sowie auch in den darauf folgenden Linien stehenden Bischöfe nicht in Apostolischer Sukzession stünden. Die anderen hingegen sehen eine einmal gültig vollzogene Bischofsweihe als nicht mehr rückgängig zu machen und deshalb auch in diesem Fall die Apostolische Sukzession als gegeben an. Letztere berufen sich dabei auf Genesis 27 , wo sich Jakob den Segen seines Vaters Isaak erschlichen hatte, ohne dass dies von jenem rückgängig gemacht werden konnte. Ebenso wären zahlreiche Bischöfe verschiedener Kirchen, darunter sogar Heilige, ebenfalls als nicht mehr in der Apostolischen Sukzession stehend zu betrachten, wenn die Gründe für Mathews Ungültigkeitserklärung auch auf sie angewendet würden.
Von diesem Streit um ihre rechtmäßige Apostolische Sukzession sind u. a. alle Bischöfe der Liberalkatholischen Kirche betroffen, da diese in der Linie James Ingall Wedgwood, Frederick Samuel Willoughby und Mathew stehen, ebenso wie die meisten Bischöfe unabhängiger altkatholischer Kirchen in den Vereinigten Staaten (u. a. Alt-Römisch-Katholische Kirche in Nordamerika), die ihre Sukzession auf Rudolph de Landas Berghes und Mathew zurückführen.
Auch die Inhaber der Bischofswürde im Hochkirchlichen Apostolat St. Ansgar führen ihre Sukzession auf Rudolph de Landas Berghes und Mathew zurück.

## Werke (Auswahl)
- Genealogy of the earls of Landaff, of Thomastown, County Tipperary, Ireland. o. O., o. J. (ca. 1895).
- The life and times of Hildebrand, Pope Gregory VII. F. Griffiths, London 1910.
- The life and times of Rodrigo Borgia, Pope Alexander VI. S. Paul & co., London 1912.
- The life of Sir Tobie Matthew. Bacon’s alter ego, by his kinsman Arnold Harris Mathew and Annette Calthrop. E. Mathews, London 1907.
- Woman suffrage. T. C. & E. C. Jack, London 1907.